# Corrado Bafile

Znak kardinála Bafila

Corrado kardinál Bafile (4. července 1903 L'Aquila – 3. února 2005 Řím) byl italský římskokatolický kněz, vatikánský diplomat, kardinál.

## Život

### Kněz
Studoval nejprve chemii na Univerzitě v Mnichově, po té absolvoval právnická studia v Římě. Po šesti letech praxe v soudnictví vstoupil do semináře. Na kněze byl vysvěcen 11. dubna 1936. Od roku 1960, kdy získal doktorát z kanonického práva na Papežské lateránské univerzitě, působil jako duchovní v Římě a současně pracoval ve státním sekretariátu.

### Biskup
Dne 13. února 1960 byl jmenovaný nunciem v Německu, současně ho papež Jan XXIII. jmenoval titulárním arcibiskupem, biskupské svěcení mu udělil 19. března téhož roku. Účastnil se jednání Druhého vatikánského koncilu. V roce 1975 ukončil dlouholeté působení diplomata v Německu, během kterého uzavřel dvanáct bilaterálních dohod se zemskými vládami SRN, a přešel do římské kurie.

### Kardinál
Papež Pavel VI. ho v červenci 1975 pověřil vedením Kongregace pro svatořečení (jako proprefekta), při konzistoři 24. května 1976 byl jmenován kardinálem. Po jmenování se stal prefektem uvedené kongregace. Tuto funkci vykonával do roku 1980. Jeho nástupcem se stal kardinál Pietro Palazzini. Zemřel ve věku necelých 102 let jako v té době nejstarší biskup na světě.